# 梅雷拉瓦島
梅雷拉瓦島是太平洋島國瓦努阿圖的島嶼，屬於班克斯群島的一部分，位於加瓦島以東約50公里，由托爾巴省負責管轄，面積18平方公里，最高點海拔高度883米，2009年人口647。
14°26′S 168°3′E / 14.433°S 168.050°E

## 外部連結
- Linguistic map of north Vanuatu, showing location of Merelava （页面存档备份，存于）.